# Julius Rodenberg (Bibliograf)
Julius Friedrich Wilhelm Anton Rodenberg (* 5. Mai 1884 in Bremerhaven; † 23. Januar 1970 in Klein-Machnow bei Berlin) war ein deutscher Bibliograf, Bibliothekar und Kunsthistoriker.

## Biografie
Rodenberg besuchte das Alte Gymnasium in Bremen und schloss es 1905 mit dem Abitur ab. In der Folgezeit studierte er Theologie, orientalische Sprachen, Geschichte und Kunstgeschichte in Straßburg, Marburg, Berlin und zuletzt Göttingen, wo er 1908 die erste theologische Prüfung ablegte. Nach einer Studienreise durch Italien wurde er 1909 in Heidelberg bei Henry Thode mit einer kunstgeschichtlichen Dissertation promoviert. 
Nach einer Ausbildung zum Bibliothekar an der Göttinger Universitäts-Bibliothek von 1911 bis 1913 trat Rodenberg in die Lexikon-Redaktion des Brockhaus-Verlages in Leipzig ein. Am Ersten Weltkrieg nahm er als Soldat teil und geriet in französische Kriegsgefangenschaft. Ab 1920 bearbeitete er im Leipziger Antiquariat K. W. Hiersemann Handschriften und Inkunabeln. Er legte die bibliothekarische Fachprüfung ab und arbeitete ab 1921 als Hilfsbibliothekar in der Deutschen Bücherei, die ihn 1926 zum Bibliotheksrat beförderte. Unter dem Direktor Heinrich Uhlendahl begründete und leitete Julius Rodenberg die Abteilung für kostbare Drucke. So entstand unter seiner Ägide ab 1924 eine der bedeutendsten buchkünstlerischen Sammlungen des Landes, wobei Rodenberg besonderes Augenmerk auf moderne, buchgestalterisch hervorragende Verlagswerke legte, an denen seit Beginn der Buchkunstbewegung kein Mangel herrschte. Die Sammlung wurde 1954 in das Deutsche Buch- und Schriftmuseum in Leipzig eingegliedert. 
Von 1952 bis 1954 leitete Rodenberg den Aufbau der Bibliothek der Hochschule für bildende und angewandte Kunst in Berlin-Weißensee. 1959 wurde er vom Ministerium für Hoch- und Fachschulwesen der Deutschen Demokratischen Republik zum Professor für Bibliothekswissenschaft ernannt.
Rodenbergs Urne wurde in der Familien-Grabstätte (Parzelle N 7 / N 8) auf dem Waller Friedhof beigesetzt. 

## Verdienste
Zur Erschließung seiner Sammlung für kostbare Drucke führte Rodenberg die Katalogisierung nach Gestaltungselementen in das Bibliothekswesen ein. Mit dem 1929 von ihm begründeten Wettbewerb „Die schönsten Bücher“ sowie mit zahlreichen Ausstellungen, Aufsätzen, Vorträgen und Lehrveranstaltungen trug Rodenberg wesentlich zur Förderung der künstlerischen Buchgestaltung bei. Auch als Mitglied bibliophiler Vereinigungen  unterstützte er das Buchgewerbe, so z. B. im Berliner Bibliophilen-Abend, in der Weimarer Gesellschaft der Bibliophilen, dem Londoner First Edition Club, der Gutenberg-Gesellschaft, der Typographischen Gesellschaft Leipzig u. v. m. Internationales Ansehen erlangte er als Bibliograf der Buchkunstzeit. Seine Bibliographien über Deutsche Pressen (1924) und Deutsche Bibliophilie (1931) sind weltweit bei Antiquariaten und Bibliotheken als Standardreferenzen im Gebrauch. 
1964 erhielt Julius Rodenberg den Vaterländischen Verdienstorden der DDR in Bronze.

## Werke (Auswahl, chronologisch)
- Deutsche Pressen. Eine Bibliographie. Zürich, Amalthea-Verlag 1925
- Oliver Simon / Julius Rodenberg / Aldous Huxley: Printing of To-Day. An Illustrated Survey of Post-war Typography in Europe and the United States. London/New York, Davies/Harper & Brothers 1928
- Stanley Morison / Julius Rodenberg: German Incunabula in the British Museum. London, Victor Gollancz Ltd. 1928
- Bibliographie Kippenberg. (Zum 22. Mai 1939). Verzeichnis der von Professor Dr. Anton Kippenberg verfaßten, herausgegebenen und übersetzten Schriften und Aufsätze. Leipzig, 1939
- In der Schmiede der Schrift. Karl Klingspor und sein Werk. Berlin, Buchmeister-Verlag 1940
- Die Druckkunst als Spiegel der Kultur in fünf Jahrhunderten. Berlin, Druckgewerblicher Verlag der Preußischen Verlags- und Druckerei GmbH 1942
- Der Buchdruck von 1600 bis zur Gegenwart und Geschichte der Illustration von 1800 bis heute. In: Handbuch der Bibliotheks-Wissenschaft I, Leipzig, Harrassowitz 1952 – 1961
- Größe und Grenzen der Typographie, 1959

Ferner als Herausgeber:
- Deutsche Bibliophilie in drei Jahrzehnten. Verzeichnis der Veröffentlichungen der deutschen bibliophilen Gesellschaften und der ihnen gewidmeten Gaben 1898-1930. Leipzig, Gesellschaft der Freunde der Deutschen Bücherei 1931
- Bibliographie der Kunstblätter, Beilage zu: Börsenblatt des deutschen Buchhandels. Leipzig, Verlag für Buch- und Bibliothekswesen 1944 - 1952
- Neue Deutsche Buchkunst. Beispiele aus der Sammlung künstlerische Drucke in der Deutschen Bücherei. Leipzig, Deutsche Bücherei 1960